# نیوپورت بیچ (کالیفرنیا)
نیوپورت بیچ (به انگلیسی: Newport Beach) یکی از شهرهای کوچک ایالت کالیفرنیا در کشور آمریکا است و در جنوب غربی کلانشهر لس آنجلس واقع شده‌است.
متوسط درآمد و قیمت املاک این شهر نسبت به رده‌بندی ملی به‌طور بارزی بالا است. گزارش سال ۲۰۱۰ نشان می‌دهد درآمد سالیانهٔ بیش از یک چهارم از خانوار بیش از ۲۰۰٬۰۰۰ دلار و متوسط قیمت یک خانه در آنجا یک میلیون دلار است.
این شهر ساحلی اسکله و بندرگاه تفریحی مشهوری دارد و به جهت سواحل زیبایش، تابستان هرسال میزبان گردشگران زیادی است.
ساحل ایالتی کورونا دل مار نیز در این شهر قرار دارد.